# Rallye Finnland 2009

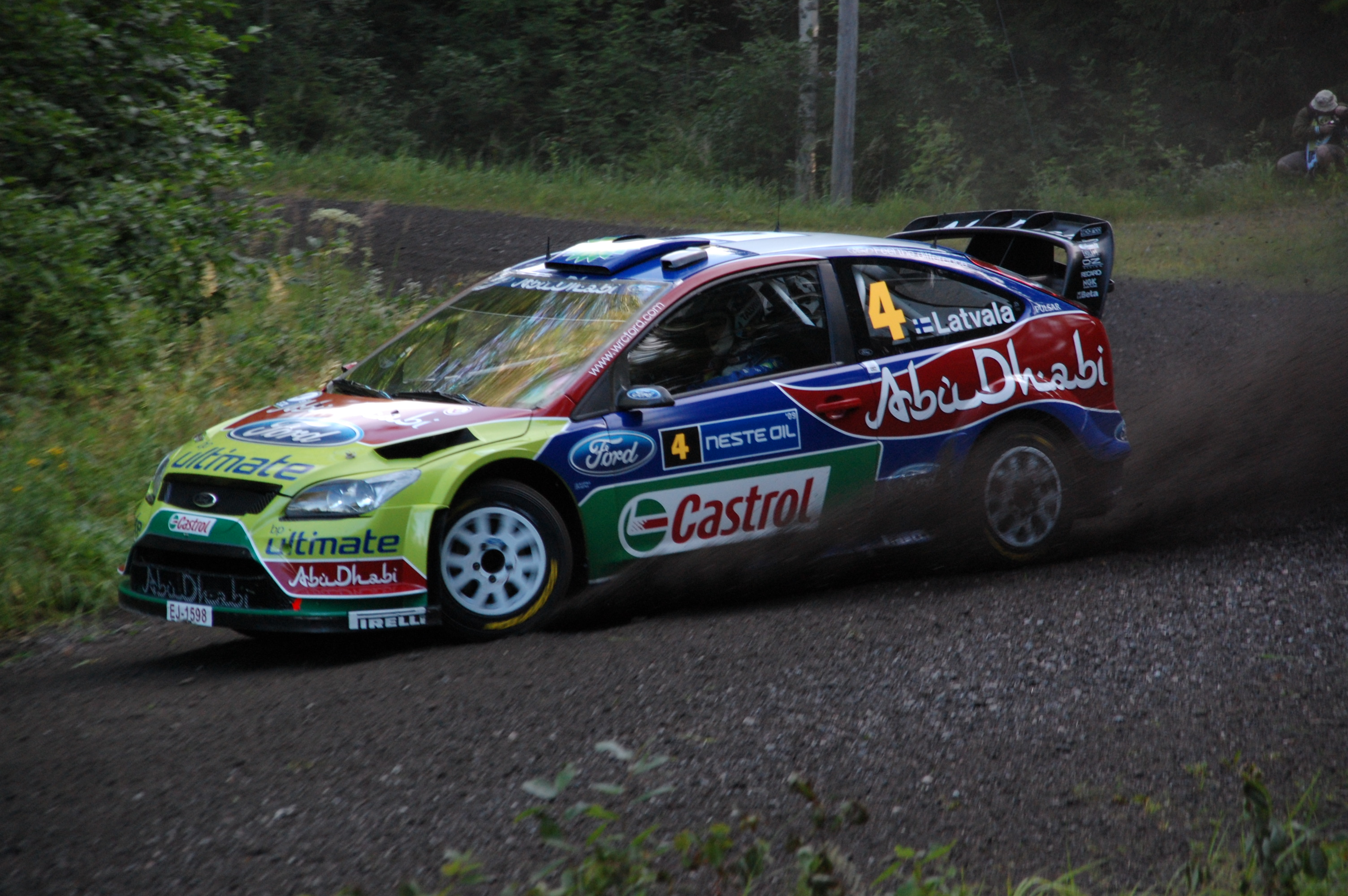
Jari-Matti Latvala und Miikka Anttila in Finnland 2009

Die 59. Rallye Finnland war der neunte FIA-Weltmeisterschaftslauf 2009. Die Rallye bestand aus 23 Wertungsprüfungen und wurde zwischen dem 30. Juli und dem 2. August gefahren.

## Bericht
Mikko Hirvonen (Ford) hatte im Ziel 25,1 Sekunden Vorsprung auf den Weltmeisterschafts-Rivalen Sébastien Loeb (Citroën), der Zweiter wurde.
Hirvonen konnte somit seine in Polen gewonnene Führung in der Fahrer-WM ausbauen. Der Finne hatte nun drei Punkte Vorsprung auf Titelverteidiger Loeb. Loeb hatte einen Reifenschaden und griff danach Hirvonen nicht mehr an, sondern sicherte den zweiten Rang. Auf Rang drei, mit 24,8 Sekunden Rückstand auf Loeb, beendete Jari-Matti Latvala (Ford) die Rallye.
In der Junioren-Weltmeisterschaft (JWRC) ist in Finnland bereits die Titelentscheidung gefallen. Martin Prokop (Citroën) gewann die Rallye und sicherte sich damit vorzeitig den Titel.

## Klassifikationen

### Endresultat
| Pos  | Fahrer             | Beifahrer          | Auto               | Zeit      | Rückstand | Punkte |
| WRC  | WRC                | WRC                | WRC                | WRC       | WRC       | WRC    |
| ---- | ------------------ | ------------------ | ------------------ | --------- | --------- | ------ |
| 1    | Mikko Hirvonen     | Jarmo Lehtinen     | Ford Focus RS WRC  | 2:50:40.9 | 00:00.0   | 10     |
| 2    | Sébastien Loeb     | Daniel Elena       | Citroën C4 WRC     | 2:51:06.0 | 00:25.1   | 8      |
| 3    | Jari-Matti Latvala | Miikka Anttila     | Ford Focus RS WRC  | 2:51:30.8 | 00:49.9   | 6      |
| 4    | Dani Sordo         | Marc Martí         | Citroën C4 WRC     | 2:51:47.0 | 01:06.1   | 5      |
| 5    | Matti Rantanen     | Mikko Lukka        | Ford Focus RS WRC  | 2:54:59.1 | 04:18.2   | 4      |
| 6    | Sébastien Ogier    | Julien Ingrassia   | Citroën C4 WRC     | 2:54:59.4 | 04:18.5   | 3      |
| 7    | Jari Ketomaa       | Mika Stenberg      | Subaru Impreza WRC | 2:55:48.4 | 05:07.5   | 2      |
| 8    | Matthew Wilson     | Scott Martin       | Ford Focus RS WRC  | 2:57:14.5 | 06:33.6   | 1      |
| JWRC |                    |                    |                    |           |           |        |
| 1    | Martin Prokop      | Jan Tománek        | Citroën C2 S1600   | 3:17:03.1 | 00:00.0   | 10     |
| 2    | Kalle Pinomäki     | Matti Kaskinen     | Renault Clio R3    | 3:17:58.6 | 00:55.5   | 8      |
| 3    | Michał Kościuszko  | Maciek Szczepaniak | Suzuki Swift S1600 | 3:20:24.0 | 03:20.9   | 6      |
| 4    | Aaron Burkart      | Michael Kölbach    | Suzuki Swift S1600 | 3:20:53.5 | 03:50.4   | 5      |
| 5    | Mark Wallenwein    | Stefan Kopczyk     | Renault Clio R3    | 3:30:28.6 | 13:25.5   | 4      |
| 6    | Simone Bertolotti  | Luca Celestini     | Suzuki Swift S1600 | 3:34:19.0 | 17:15.9   | 3      |
| 7    | Hans Weijs jr      | Bjorn Degandt      | Citroën C2 S1600   | 3:51:17.8 | 34:14.7   | 2      |

### Wertungsprüfungen
| Tag                                     | WP            | Name      | Länge   | Zeit MESZ                          | Gewinner                        | Beifahrer                        | Auto           | Zeit           | Leader         |
| --------------------------------------- | ------------- | --------- | ------- | ---------------------------------- | ------------------------------- | -------------------------------- | -------------- | -------------- | -------------- |
| Tag 1 (30. Juli)                        | WP1           | Killeri 1 | 2.06 km | 18:00                              | Sébastien Loeb                  | Daniel Elena                     | Citroën C4 WRC | 01:20.3        | Sébastien Loeb |
| Tag 2 (31. Juli)                        |               |           |         |                                    |                                 |                                  |                |                | Sébastien Loeb |
| Service Paviljonki, 05:00 Uhr (15 Min.) |               |           |         |                                    |                                 |                                  |                |                | Sébastien Loeb |
| WP2                                     | Jukojärvi 1   | 22.29 km  | 06:38   | Mikko Hirvonen                     | Jarmo Lehtinen                  | Ford Focus RS WRC                | 10:36.2        | Mikko Hirvonen |                |
| WP3                                     | Kruununperä 1 | 13.51 km  | 07:11   | Mikko Hirvonen                     | Jarmo Lehtinen                  | Ford Focus RS WRC                | 06:29.9        | Mikko Hirvonen |                |
| WP4                                     | Mökkiperä 1   | 13.64 km  | 07:59   | Sébastien Loeb                     | Daniel Elena                    | Citroën C4 WRC                   | 06:42.2        | Mikko Hirvonen |                |
| WP5                                     | Palsankylä 1  | 13.92 km  | 08:46   | Sébastien Loeb                     | Daniel Elena                    | Citroën C4 WRC                   | 07:06.7        | Mikko Hirvonen |                |
| Service Paviljonki, 10:09 Uhr (30 Min.) |               |           |         |                                    |                                 |                                  |                | Mikko Hirvonen |                |
| WP6                                     | Jukojärvi 2   | 22.29 km  | 12:02   | Mikko Hirvonen                     | Jarmo Lehtinen                  | Ford Focus RS WRC                | 10:25.2        | Mikko Hirvonen |                |
| WP7                                     | Kruununperä 2 | 13.51 km  | 12:35   | Mikko Hirvonen                     | Jarmo Lehtinen                  | Ford Focus RS WRC                | 06:22.3        | Mikko Hirvonen |                |
| WP8                                     | Mökkiperä 2   | 13.64 km  | 13:23   | Sébastien Loeb                     | Daniel Elena                    | Citroën C4 WRC                   | 06:37.0        | Mikko Hirvonen |                |
| WP9                                     | Palsankylä 2  | 13.92 km  | 14:10   | Sébastien Loeb                     | Daniel Elena                    | Citroën C4 WRC                   | 07:01.6        | Mikko Hirvonen |                |
| Service Paviljonki, 15:00 Uhr (45 Min.) |               |           |         |                                    |                                 |                                  |                | Mikko Hirvonen |                |
| WP10                                    | Killeri 2     | 2.06 km   | 19:00   | Sébastien Loeb                     | Daniel Elena                    | Citroën C4 WRC                   | 01:20.2        | Mikko Hirvonen |                |
| Tag 3 (1. Aug.)                         |               |           |         |                                    |                                 |                                  |                | Mikko Hirvonen |                |
| Service Paviljonki, 05:15 Uhr (15 Min.) |               |           |         |                                    |                                 |                                  |                | Mikko Hirvonen |                |
| WP11                                    | Leustu 1      | 21.35 km  | 06:13   | Mikko Hirvonen                     | Jarmo Lehtinen                  | Ford Focus RS WRC                | 10:04.8        | Mikko Hirvonen |                |
| WP12                                    | Himos 1       | 20.94 km  | 07:02   | Mikko Hirvonen                     | Jarmo Lehtinen                  | Ford Focus RS WRC                | 10:31.7        | Mikko Hirvonen |                |
| WP13                                    | Surkee 1      | 14.95 km  | 08:25   | Mikko Hirvonen                     | Jarmo Lehtinen                  | Ford Focus RS WRC                | 08:01.2        | Mikko Hirvonen |                |
| Service Paviljonki, 09:24 Uhr (30 Min.) |               |           |         |                                    |                                 |                                  |                | Mikko Hirvonen |                |
| WP14                                    | Leustu 2      | 21.35 km  | 10:37   | Mikko Hirvonen                     | Jarmo Lehtinen                  | Ford Focus RS WRC                | 10:03.4        | Mikko Hirvonen |                |
| WP15                                    | Himos 2       | 20.94 km  | 11:26   | Mikko Hirvonen                     | Jarmo Lehtinen                  | Ford Focus RS WRC                | 10:35.4        | Mikko Hirvonen |                |
| WP16                                    | Surkee 2      | 14.95 km  | 12:49   | Jari-Matti Latvala                 | Miikka Anttila                  | Ford Focus RS WRC                | 07:59.7        | Mikko Hirvonen |                |
| Service Paviljonki, 13:48 Uhr (30 Min.) |               |           |         |                                    |                                 |                                  |                | Mikko Hirvonen |                |
| WP17                                    | Urria         | 12.75 km  | 15:11   | Mikko Hirvonen                     | Jarmo Lehtinen                  | Ford Focus RS WRC                | 05:55.5        | Mikko Hirvonen |                |
| WP18                                    | Kavala        | 10.35 km  | 16:19   | Jari-Matti Latvala Sébastien Ogier | Miikka Anttila Julien Ingrassia | Ford Focus RS WRC Citroën C4 WRC | 05:10.1        | Mikko Hirvonen |                |
| WP19                                    | Väärinmaja    | 29.29 km  | 16:52   | Jari-Matti Latvala                 | Miikka Anttila                  | Ford Focus RS WRC                | 14:56.3        | Mikko Hirvonen |                |
| Service Paviljonki, 18:57 Uhr (45 Min.) |               |           |         |                                    |                                 |                                  |                | Mikko Hirvonen |                |
| Tag 4 (2. Aug.)                         |               |           |         |                                    |                                 |                                  |                | Mikko Hirvonen |                |
| Service Paviljonki, 05:50 Uhr (15 Min.) |               |           |         |                                    |                                 |                                  |                | Mikko Hirvonen |                |
| WP20                                    | Hannula       | 10.82 km  | 07:17   | Jari-Matti Latvala                 | Miikka Anttila                  | Ford Focus RS WRC                | 05:41.1        | Mikko Hirvonen |                |
| WP21                                    | Myhinpää 1    | 15.06 km  | 07:58   | Sébastien Loeb                     | Daniel Elena                    | Citroën C4 WRC                   | 06:59.1        | Mikko Hirvonen |                |
| WP22                                    | Myhinpää 2    | 15.06 km  | 09:51   | Jari-Matti Latvala                 | Miikka Anttila                  | Ford Focus RS WRC                | 06:52.1        | Mikko Hirvonen |                |
| WP23                                    | Ruuhimäki     | 6.5 km    | 11:18   | Jari-Matti Latvala                 | Miikka Anttila                  | Ford Focus RS WRC                | 03:12.4        | Mikko Hirvonen |                |
| Service Paviljonki, 12:16 Uhr (10 Min.) |               |           |         |                                    |                                 |                                  |                | Mikko Hirvonen |                |

### Gewinner Wertungsprüfungen
| WP                     | Anzahl | Fahrer             | Auto              |
| ---------------------- | ------ | ------------------ | ----------------- |
| 2, 3, 6, 7, 11–15, 17  | 10     | Mikko Hirvonen     | Ford Focus RS WRC |
| 1, 4, 5, 8–10, 21      | 7      | Sébastien Loeb     | Citroën C4 WRC    |
| 16, 18, 19, 20, 22, 23 | 6      | Jari-Matti Latvala | Ford Focus RS WRC |
| 18                     | 1      | Sébastien Ogier    | Citroën C4 WRC    |

### Fahrer-WM nach der Rallye
| Pos. | Fahrer             | Punkte |
| ---- | ------------------ | ------ |
| 1    | Mikko Hirvonen     | 68     |
| 2    | Sébastien Loeb     | 65     |
| 3    | Dani Sordo         | 46     |
| 4    | Jari-Matti Latvala | 31     |
| 5    | Henning Solberg    | 27     |

### Team-Weltmeisterschaft
| Pos. | Team                | Punkte |
| ---- | ------------------- | ------ |
| 1    | Citroën WRT         | 119    |
| 2    | Ford WRT            | 105    |
| 3    | Stobart WRT         | 64     |
| 4    | Citroën Junior Team | 33     |